# Postgeschichte von Blankenburg
Die Postgeschichte von Blankenburg beschreibt die geschichtliche Entwicklung des Postwesens in Blankenburg am Harz seit den Anfängen um 1600 bis in die Gegenwart.

## Vor 1800

Frühe Poststempel für Blankenburg

Schon um 1600 bestand eine Postverbindung von Braunschweig über Halberstadt und Blankenburg nach Leipzig. Ein Braunschweigisches Postamt wurde 1722 eingerichtet. Zudem gab es in Blankenburg bis 1790 ein Postamt der Kaiserlichen Reichspost. Unterschiedliche einzeilige Poststempel sind aus dieser Zeit bekannt.

## 19. Jahrhundert
In der westphälischen Zeit gehörten Teile des Gebiets von Blankenburg zum Harz-Departement, der Hauptteil zum Departement der Saale mit Blankenburg als einer der drei Distriktstädte. Postdirektor des Postamts 2. Classe war von 1810 bis 1813 J. G. Henneberg. Als Stempel erhielt er, wie alle königlich westphälischen Postanstalten, einen Einzeiler „Blankenburg“. Er wurde bis 1835 angewendet. Gefolgt von einem „Einzeiler über Bogen mit einer Zeile“ (Bezeichnung nach Anderson) der bis März 1844, ab 1842 ohne „A“, in Benutzung war. Nachfolgend wird der „Einzeiler mit Bogen mit einer Zeile“ (diesmal nur ein Halbbogen) verwendet.
In den Adressbüchern finden wir ab 1833 als Leiter den Postsekretär Leopold Henneberg (1833), Georg Christian Ledebur (1835–1856), Leopold Henneberg (1857–1858) und Hans Teuerkauf (1867).

Postamt 1865–1905
Postamt seit 1905

1826 fand bei Blankenburg der letzte Überfall auf eine Postkutsche in Deutschland statt.
1837 wurde in Tanne eine Brief-Collektion eingerichtet und dem Kaufmann Schröder übertragen. „Alle Sendungen von sämtlichen Herzogl. Postanstalten sind über Blankenburg zu senden, mit Ausnahme von Hasselfelde, Walkenried, Zorge und Hohegeiß, bei denen es bei der bisherigen Leitung über Benneckenstein sein Bewenden behält. Als Taxe für Tanne ist die von Benneckenstein unter Zuschlag eines Binnenportos von 6 Pfg. für den einfachen Brief, welches letztere in Blankenburg zur Berechnung kommt, angenommen worden.“ Im gleichen Cirkular wurde mitgeteilt, dass „Einzeiler mit Bogen mit einer Zeileder Postillion Lambrecht von der Station zu Blankenburg wegen Widersetzlichkeit und ungebührlichen Betragens im Dienst gegen den Vorstand der Postverwaltung zu Hasselfelde, aus dem Postdienst entlassen worden ist“. „Vom 1. Oktober 1838 besteht ein Königl. Hannoversche Fahrpost von Osterode über Clausthal, dem Sonnenberger Weghaus, Braunlage und Elbingerode nach Blankenburg et vice versa.“
1842 kam es zur Errichtung einer Postcollection in Rübeland, „untergeordnet dem Postamt Blankenburg. Taxe bis Blankenburg plus Binnenporto von 6 Pfg. für den einfachen Brief. Diejenigen Braunschweigischen Postanstalten, von denen die Postsendungen nach Rübeland mit Vorteil über Elbingerode geleitet werden können, also namentlich Walkenried, Zorge, Hohegeiß, Braunlage etc. haben die Taxe bis Elbingerode und außerdem das belegte Binnenporto in Francofällen nach den Grundsätzen der Königlich Hannoverschen Posttaxordnung zu erheben resp. zu vergüten.“
1845 wurde der „Postaspirant Buhle von Braunschweig zum Postamt Blankenburg und Postaspirant Preen von Blankenburg zum Postamt Holzminden“ versetzt. 1846 kehrte der „Postschreiber Buhle zu Blankenburg zum Hofpostamt nach Braunschweig. Der Postschreiber Preen von Holzminden zum Postamt Blankenburg“ zurück. 1848 erhielt Friedrich Röbbling aus Blankenburg das einfache Ehrenzeichen (für Postillons).
Mit Einführung der Briefmarken im Herzogtum Braunschweig kam ein Rechteckstempel mit Datum und Stunden in Ziffern, getrennt durch einen Stern, zum Einsatz. Zusätzlich wurde der Rostgitterstempel, für Blankenburg „4“, zur Entwertung des Postwertzeichen abgeschlagen. Außer dem Rahmenstempel wurde von 1858 ab ein Zweikreisstempel mit Ortsnamen, Datum mit Jahreszahl sowie Stundenangabe verwendet.
Seit 1864 wurden „Zur Bequemlichkeit des corespondierenden Publikums zu Blankenburg ankommende Wertbriefe a.) mit Courant bis 8 Lot, b) Mit Geld, Papiergeld und sonstige Wertgegenstände bis 50 Taler und bis 8 Lot durch die Briefträger überbracht“. Sie wurden in ein Quittungsbuch eingetragen.
Der Postmeister Hans Teuerkauf war bei der Übernahme in den Norddeutschen Postbezirk im Amt. 1887 stuft die Reichspost das Postamt in die I. Klasse ein. Hans Teuerkauf war nun bis 1876 Postdirektor. Ihm folgten Theodor Hörstel (1877–93), Otto Wirstorf (1894–1901), Adalbert de Convenent (1902–1914) und Ernst Buchmann (1915–1916).

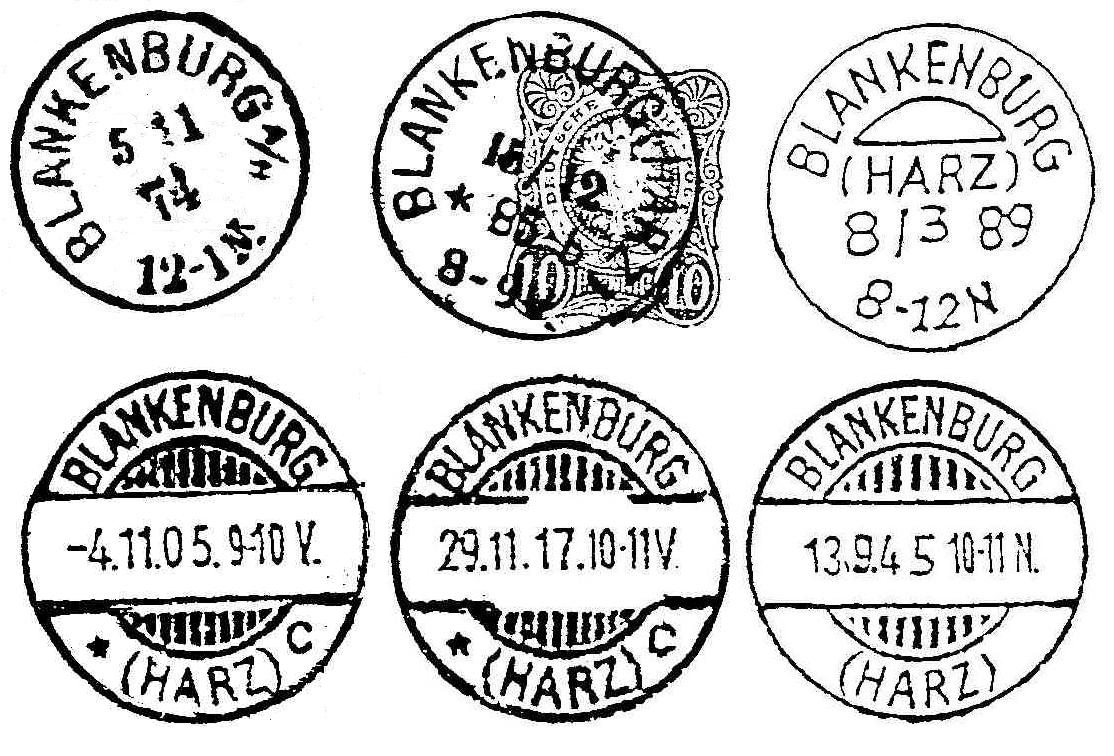
Einkreisstempel, Kreis-Ober-Segmentstempel und Kreisstegstempel mit Gitterbögen oben und unten

Ein Einkreisstempel in Grotesk-Schrift, ohne Sternchen, wurde von 1871 bis 1872 vom Norddeutschen Postbezirk eingeführt. Ein weiterer, mit Sternchen, folgte 1882. Für den Stempelschneider veröffentlichte die Reichspost am 1. Juli 1875 ein Muster. In einer Verfügung der Reichspost vom 30. November 1875 wurde der Zusatz „A / H“ in „(Harz)“ vorgeschrieben. Die Stempelschneiderei Klauke lieferte ab 1882 Stempel, bei denen die Uhrzeit nicht mehr im Bogen, sondern waagerecht angeordnet ist.

Musterabschläge von 1875

Ein Kreis-Obersegment-Stempel wurde 1889 eingeführt, um die Ortsbezeichnung mit Zusatz in einem Stempel unterzubringen.
Mit Verfügung vom 26. August 1888 wurde der Kreisstegstempel mit Gitterbogen oben und unten mit dem ersten Typeräderstempel (zur Datumseinstellung) der Deutschen Reichspost versuchsweise eingeführt. Für jeden Postschalter wurde ein eigener Stempel angeschafft. Sie erhielten kleine Unterscheidungsbuchstaben.

## 20. Jahrhundert
Ab 1924 kam ein neuer Kreisstegstempel ohne Gitter zum Einsatz. Mit der Einführung der 24-Stunden-Zählung im Mai 1927 verschwand die Kennzeichnung „V“ für Vormittag und „N“ für Nachmittag.

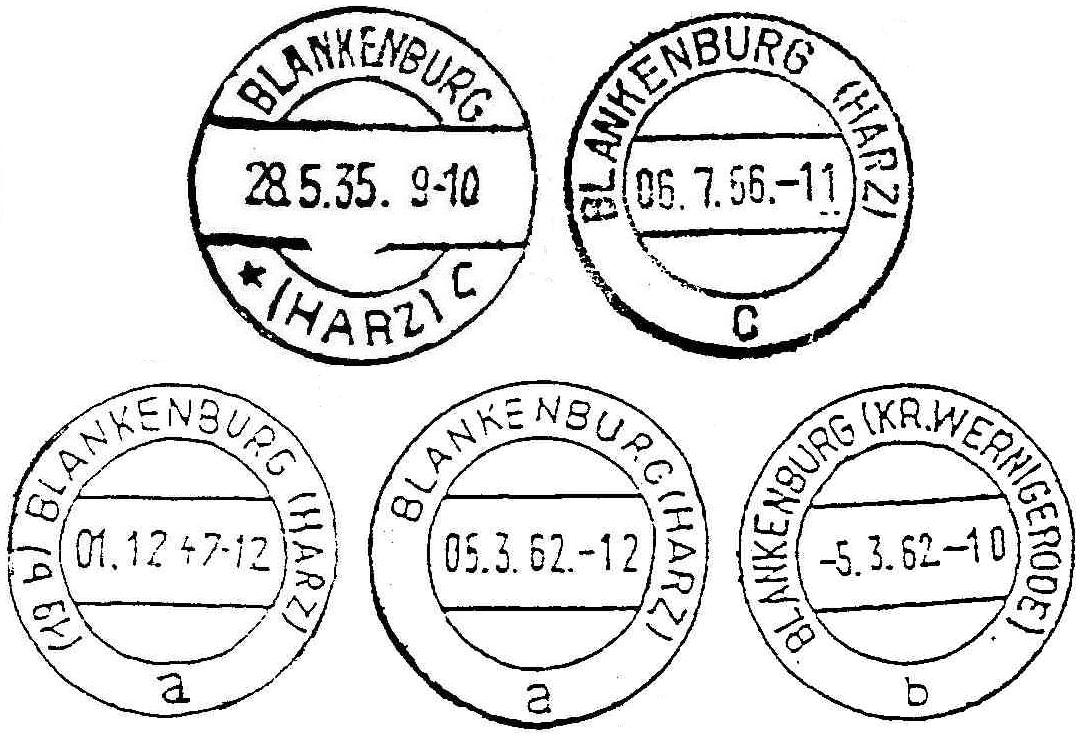
Verschiedene Zweikreisstegstempel

Der Zweikreisstegstempel mit Datumsbalken war seit 1936 in Gebrauch. Seit 1944 kam die Postgebietsleitzahl hinzu – „(19)“ für Sachsen-Anhalt. 1947 wurde das Gebiet weiter aufgeteilt, so dass für den nördlichen Teil von Sachsen-Anhalt „(19b)“ galt. Seit Mitte 1950 wurden keine neuen Stempel mehr mit der Postgebietsleitzahl angefertigt. Ab 1946 wurde die Nummer vielfach entfernt. Die so aptierten Stempel wurden noch bis 1968 verwendet. Beim Zentralen Kurierdienst wurde zwischen 1960 und 1963 der Stempel mit der Inschrift „BLANKENBURG (KR. WERNIGERODE)“ verwendet, der Landkreis Blankenburg war 1950 aufgelöst worden.

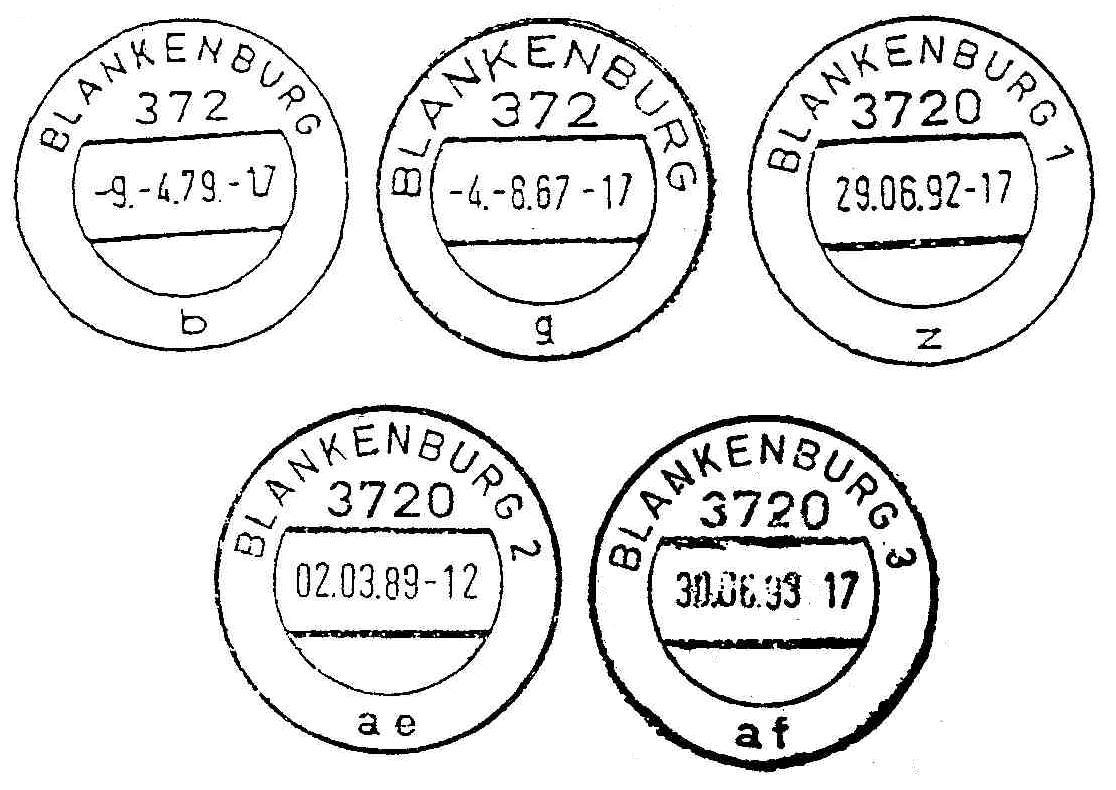
Stempel mit der Postleitzahl der Deutschen Post der DDR

Nun folgen die Zweikreisstegstempel ohne Stegbogen oben mit der neuen Postleitzahl „372“, dreiziffrig bis August 1981 verwendet. Nun kamen noch die Unterscheidungsnummern für die Postanstalten am Ort hinzu. Die „1“ stand naturgemäß für das Hauptpostamt, die „2“ für die frühere Poststelle Oesig, seit dem 1. Dezember 1990 Postamt 2 und die „3“ für das Postamt 3, Regenstein. Das Postamt 3 wurde am 5. März 1984 eröffnet und ist seit dem 1. April 1994 im Passagemarkt untergebracht.
Unterschiedliche Unterscheidungsbuchstaben, kleine Brücke im Stempel, frühe und späte Verwendungszeiten, unterschiedliche Schriften und -Größen ergeben ein beliebtes Betätigungsfeld für Philatelisten.

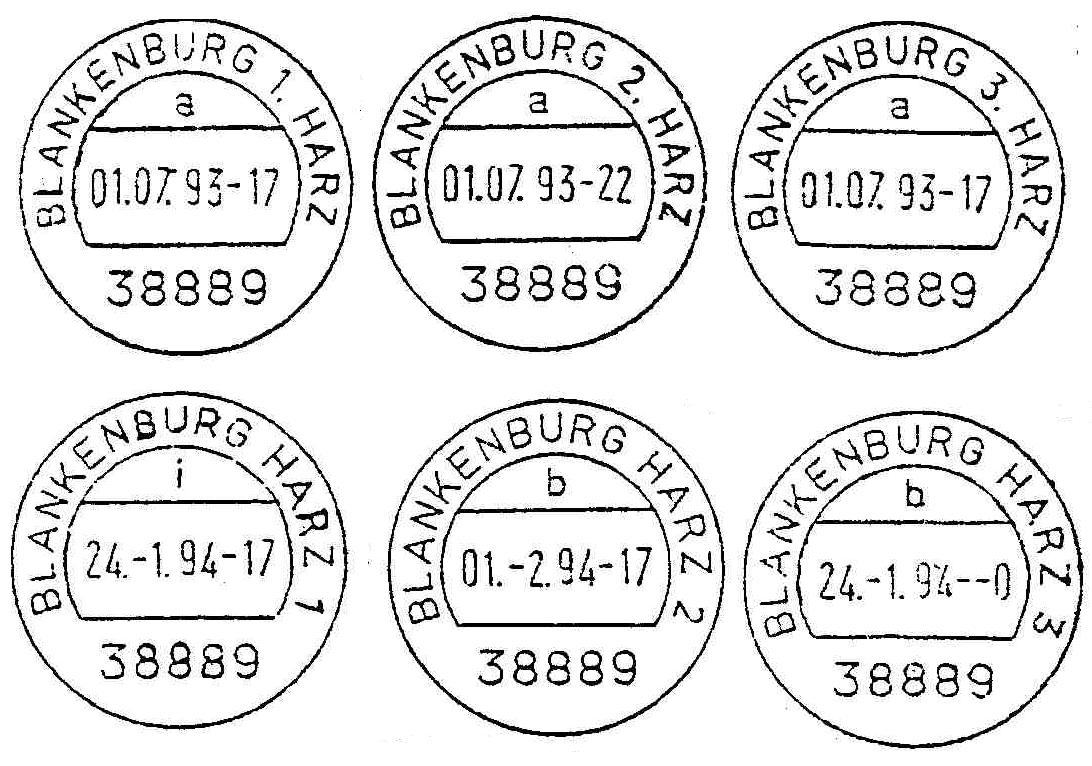
Stempel mit der neuen Postleitzahl nach der Wende

Nach der Wiedervereinigung Deutschlands überschnitten sich die Postleitzahlen in Ost und West. Nach dem Oktober 1990 erfand man als Übergangslösung ein „O“ oder „W“ als Zusatz zur Postleitzahl. Das Postamt wurde nach Aufhebung des Post- und Fernmeldeamtes Wernigerode 1991 dem Postamt Halberstadt unterstellt. Am 1. Juni 1993 wurden einheitliche fünfstellige Postleitzahlen eingeführt. Die meisten der neu gelieferten Poststempel für Blankenburg entsprachen nicht der Postnorm. Ab 24. Januar 1994 wurden sie durch berichtigte Stempel ersetzt.
Nach Inbetriebnahme der Briefzentren wird alle Post aus der Briefkastenleerung dort gestempelt. Für Blankenburg war das Briefzentrum 38 in Braunschweig zuständig. Statt weniger Meter legte somit selbst ein Ortsbrief einen Transportweg von 200 km zurück. Zur Abkürzung wurden Zustellstützpunkte „ZSB“ eingerichtet, die den Briefzentren unterstehen und eine Vorsortierung der Briefsendungen vornehmen. Dort gestempelte Sendungen haben die Unterscheidungsbuchstaben unter dem Ortsnamen „ZSB“.

## 21. Jahrhundert
Am 30. Juli 2001 wurde das Postamt an der Löbbeckestraße geschlossen, am 1. August wurde stattdessen an der Lange Straße eine Postagentur eröffnet. Im Stempel fehlt nun der Zusatz „Harz 1“.